# Римская история (Моммзен)

Тетрадь, использовавшаяся Моммзеном для написания «Римской истории»

«Ри́мская исто́рия» (нем. Römische Geschichte) — фундаментальный труд Теодора Моммзена по истории Древнего Рима, самая известная из его научных работ. Основан на корпусе исторических источников, найденных автором во время путешествий по Италии. По оценкам современников, «„Римская история“ в один прекрасный день сделала Моммзена знаменитым».
В 1902 году Моммзену была присуждена Нобелевская премия по литературе с формулировкой «величайшему существующему мастеру исторической литературы с особым упоминанием монументального труда „Римская история“».

## Замысел

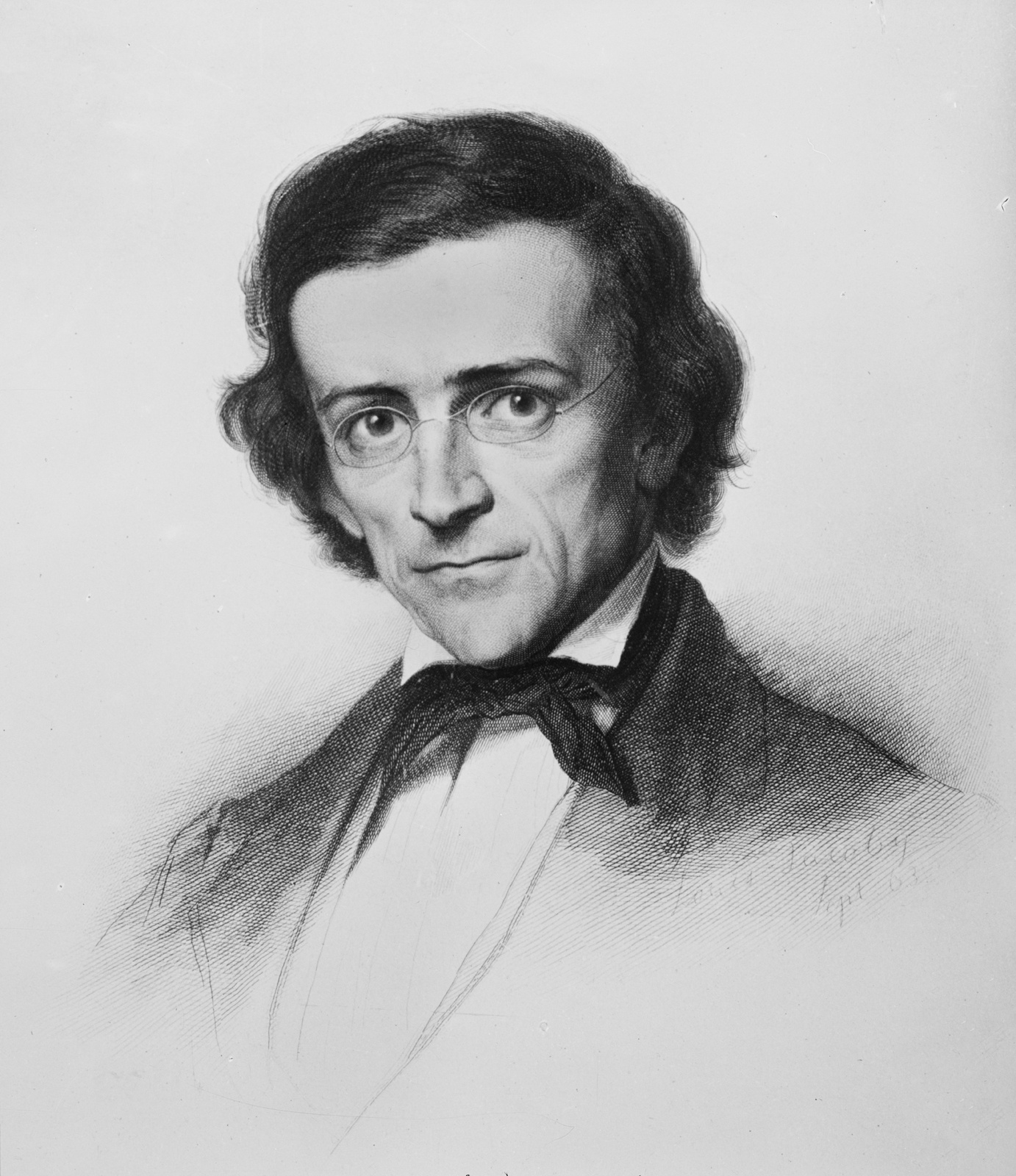
Теодор Моммзен в 1863 г.

В 1850 году Моммзен, которому в тот момент было 32 года, будучи профессором права в Лейпцигском университете, получил предложение прочитать публичную лекцию, которую он посвятил земельному законодательству братьев Гракхов. Лекция произвела такой успех, что, по воспоминаниям Моммзена, «издатели Реймер и Хирзель через два дня попросили меня написать римскую историю для их серии». Поскольку Моммзен в 1851 году был уволен из университета за революционную деятельность и лишён права преподавать в Саксонии, он принял предложение издателей «отчасти для зарабатывания средств к существованию, а отчасти потому, что работа очень увлекла меня».
Издатели Карл Реймер и Соломон Хирзель стремились издавать книги, которые были бы доступными и привлекательными для образованной общественности, сохраняя при этом академическую строгость публикаций. Моммзен, который имел некоторый опыт работы журналистом, а также академических исследований, сумел стать автором, устраивавшим издателей. «Настало время для подобной работы», — писал Моммзен в этой связи, «которая более, чем когда-либо, представит широкой аудитории результаты наших исследований».

## Публикация
Первые три тома (1—5 книги), охватывающие период от ранней истории Италии (до основания Рима) до падения Республики (до битвы при Тапсе в 46 г. до н. э. включительно), вышли в 1854—1857 гг., 5-й том (8 книга), посвящённый римским провинциям, появился в 1885, но 4-й (6—7 книги), в котором предполагалось изложить правление императоров до Диоклетиана, написан не был: он был восстановлен по записям и черновикам Моммзена (по лекциям повествование было доведено до образования Королевства вестготов при Валии в 418 году).
В Германии при жизни Моммзена труд выдержал 9 изданий. Первый перевод на русский был сделан С. А. Шестаковым в 1858 г., в 1885—1887 гг. вышло издание К. Т. Солдатёнкова в переводе В. Н. Неведомского и А. Н. Веселовского. Компендиум первых 3-х томов был заказан князем А. К. Горчаковым историку Н. Д. Чечулину и вышел в 1909 г (в 2009 г вышел аудиокнигой в исполнении С. В. Федосова). Английский перевод был сделан У. Диксоном из Университета Глазго и опубликован в 1861 и 1894 гг. Позже работа была переведена на многие европейские языки.